# Fotoelicitación

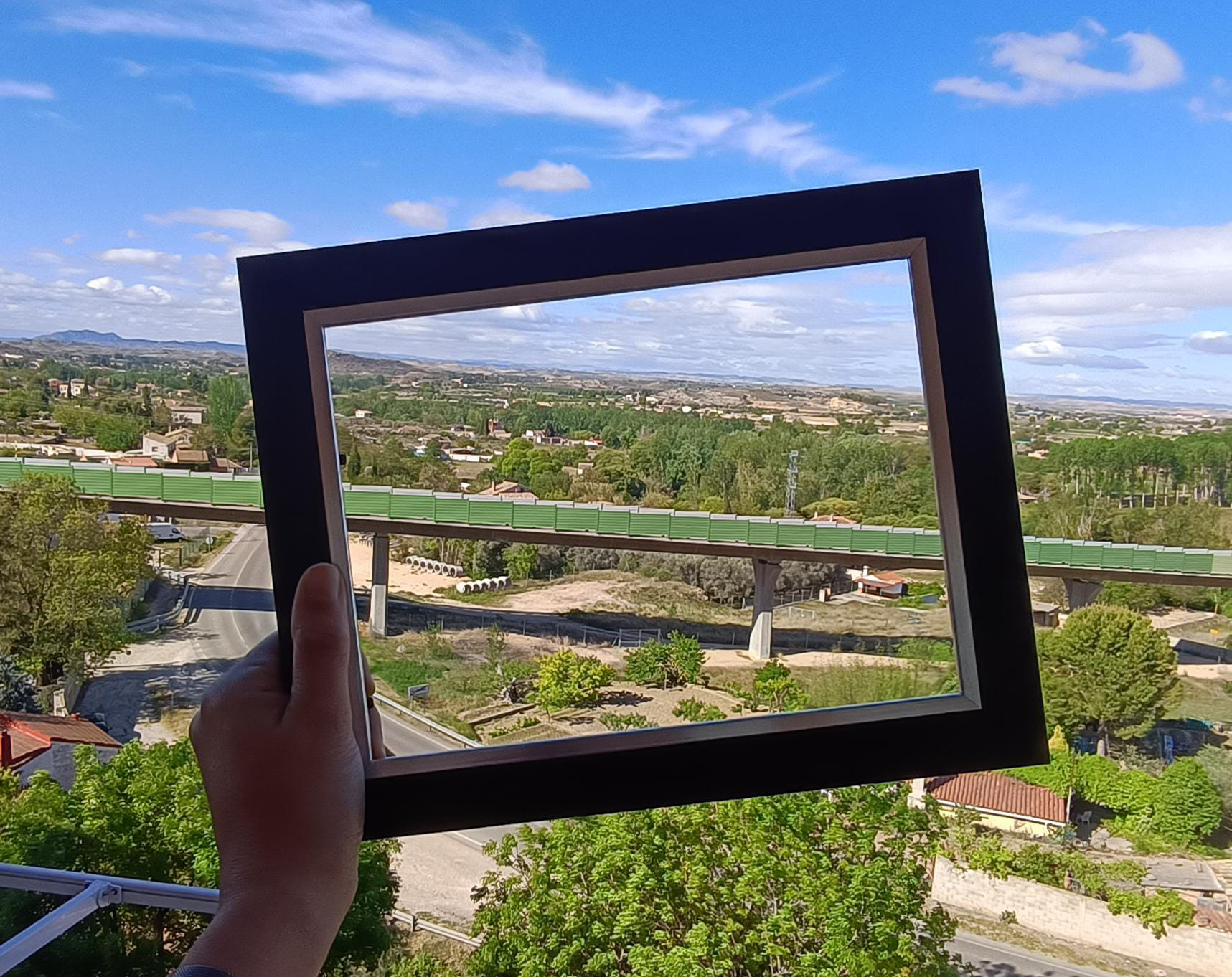
La imagen tomada representa una parte de la realidad que el narrador quiere resaltar a la vez que evoca el momento completo facilitando así el recuerdo y las sensaciones vividas en el momento.

La fotoelicitación es una herramienta de recopilación de datos en la investigación de carácter cualitativo donde el investigador recopila información a través de las narraciones de los sujetos de estudio apoyadas en fotografías realizadas por ellos mismos. El método está orientado a la participación y se utiliza en diferentes áreas de investigación como la sociología visual, la investigación de mercados y la salud pública. El investigador no altera el entorno, no participa en él, ni interfiere en las narraciones puesto que son los propios individuos quienes realizan las fotografías y las presentan. Su desarrollo es escaso en países hispanohablantes.

## Aplicación
Esta técnica ha sido muy utilizada en educación tanto para la recolección de datos por parte de los investigadores, en estudios de caso y grupos de discusión, como para fines formativos. Como ejemplo del uso en educación analizar el sentimiento de pertenencia, desarrollar competencias de selección, crítica, análisis y comunicación de información y evaluar situaciones de aprendizaje.

## Objetivos
El propósito de la entrevista de fotoecitación es evidenciar cómo los sujetos responden a ciertas imágenes, atribuyéndoles significados y valores sociales y personales, y permitir que la entrevista sea impulsada por el participante. Los significados y emociones suscitados pueden diferir o complementar los obtenidos mediante una investigación verbal estricta. Las regiones del cerebro que procesan la información visual son evolutivamente y en desarrollo más antiguas que las partes que procesan la información verbal.

## Características
La fotoelicitación se compone de tres momentos principales: la captura de una fotografía, su proyección o visionado y la intervención de los asistentes sobre la finalidad y el contenido de la imagen.
- En el momento de la captura de la fotografía son de suma importancia los sentimientos del autor y las motivaciones que le lleva a tomar esa imagen y no otra. Son necesarios ciertos conocimientos tecnológicos y lenguaje audiovisual, con el fin de potenciar el significado que se pretende transmitir.
- Durante la proyección y la previa selección de imágenes a visionar entran en funcionamiento procesos mentales superiores de reflexión, crítica,  selección y comunicación mediados por los sentimientos del autor.
- Finalmente, la intervención de los miembros del grupo, no autores de la imagen, otorga mayor profundidad al proceso de reflexión. En este momento el autor puede ser interrogado sobre cuestiones que no había tenido en consideración lo que ayudará a obtener distintas visiones del mismo objeto o situación.

El uso de la fotoelicitación enriquece el proceso de reflexión sobre las propias vivencias permitiendo recordar detalles o incluso hacerse consciente de ellos a través de la imagen tomada sobre la que se construye la narración.
En grupos de discusión el conocimiento y la narración es construida en conjunto y la fotoelicitación permite a los participantes, no autores de la imagen, colaborar, opinar y evidenciar detalles  que el autor no ha percibido o ha pasado por alto, incrementando el valor de las reflexiones.  
La imagen acompañada de la narración permite al investigador comprender mejor sentimientos, sensaciones y situaciones difícilmente explicables solo con palabras.

## Enfoques
Según Lapenta existen tres enfoques derivados de la fotoelicitación. La fotografía reflexiva o foto-elicitación auto-conducida, la fotovoz y la producción colaborativa o participativa de imágenes.
- La fotografía reflexiva o fotoelicitación auto-conducida hace referencia al proceso
- La fotovoz varía con respecto a la fotoelicitación, sobre todo, en la autoría de las fotografías. En este caso, las fotografías sobre las que se producen las narraciones son realizadas intencionalmente por los investigadores y dirigen la temática de la narración.  Consigue focalizar al narrador en el tema aunque limita la libertad del individuo y posibles aportaciones o visiones interesantes.
- La producción colaborativa o participativa de imágenes. Este enfoque suele dedicarse al análisis de contextos (centros educativos, grupos sociales determinados, comunidades...) donde los participantes junto con el investigador consensuan la toma de imágenes. En algunos casos se utiliza este enfoque para realizar denuncias sociales o quejas a la comunidad. [7]